# Список федеральных конституционных законов Российской Федерации

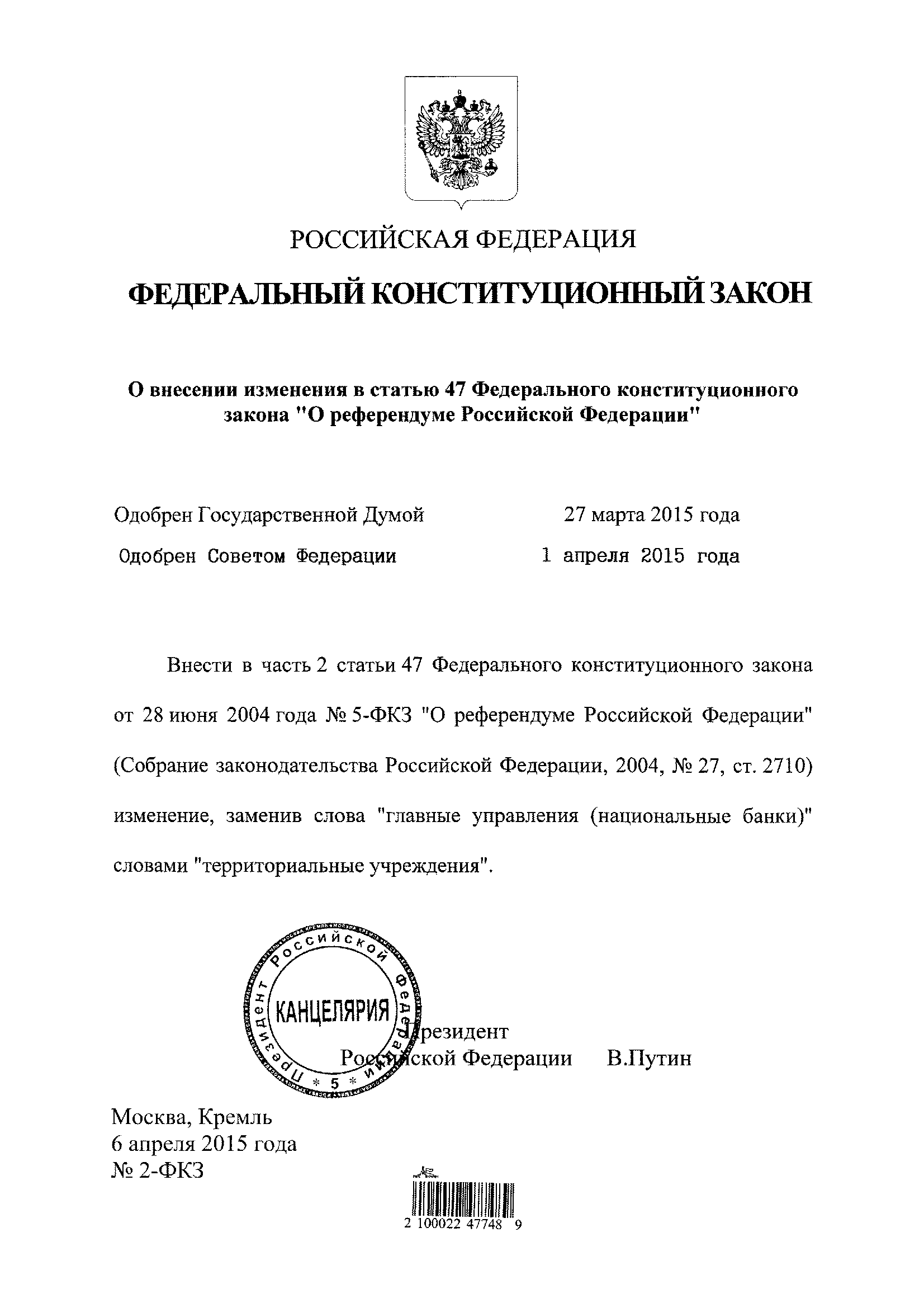
Текст Федерального конституционного закона № 2-ФКЗ от 06.04.2015

Федеральный конституционный закон Российской Федерации — федеральный законодательный акт, принимаемый по вопросам, прямо предусмотренным Конституцией Российской Федерации. Федеральный конституционный закон обладает более высокой юридической силой по сравнению с федеральными законами и иными нормативными правовыми актами, непосредственным действием на всей территории Российской Федерации, а также отличается усложнённой процедурой принятия.
Принятие федеральных конституционных законов осуществляется в соответствии с ч. 2 ст. 108 Конституции и положениями регламентов палат Федерального Собрания. Федеральный конституционный закон считается принятым, если он одобрен большинством не менее ⅔ голосов от общего числа депутатов Государственной думы и не менее ¾ голосов от общего числа сенаторов Российской Федерации. Принятый федеральный конституционный закон в течение 14 дней подлежит подписанию Президентом Российской Федерации и обнародованию.
Право вето для федерального конституционного закона лишено смысла в самой Конституции РФ. Для преодоления вето Президента РФ требуется ⅔ голосов от общего числа депутатов и сенаторов, в то время как для принятия федерального конституционного закона требуется не менее ¾ голосов в Совете Федерации. ФКЗ в теории конституционного права обладает большей правовой силой, чем вето Президента РФ. Однако Президент РФ вправе вернуть федеральный конституционный закон в Государственную думу без рассмотрения. Так глава государства поступил с ФКЗ «О Правительстве Российской Федерации», что вызвало неоднозначные оценки правоведов-конституционалистов.
В настоящем списке в хронологическом порядке представлены действующие и утратившие силу федеральные конституционные законы Российской Федерации. Законы о поправке к Конституции России не включены (6-ФКЗ и 7-ФКЗ в 2008 году, 2-ФКЗ и 11-ФКЗ в 2014, 1-ФКЗ в 2020).

## Список
Условные обозначения:
 Действующий закон

 Закон, утративший силу

 Внесение изменений в текст Конституции Российской Федерации

335 — количество голосов «За»

2 — количество голосов «Против»

32 — количество депутатов Государственной думы или сенаторов Российской Федерации, воздержавшихся от голосования
| Год  | Номер  | Название | ГД                   | СФ                   | Президент  | Текст |
| ---- | ------ | --- | -------------------- | -------------------- | ---------- | ----- |
| 1994 | 1-ФКЗ  | О Конституционном Суде Российской Федерации | 335 2 32 24.06.1994  | 146 4 1 12.07.1994   | 21.07.1994 | Текст |
| 1995 | 1-ФКЗ  | Об арбитражных судах в Российской Федерации | 340 0 05.04.1995     | 140 4 1 12.04.1995   | 28.04.1995 | Текст |
| 1995 | 2-ФКЗ  | О референдуме Российской Федерации | 337 0 07.07.1995     | 147 0 1 03.10.1995   | 10.10.1995 | Текст |
| 1996 | 1-ФКЗ  | О судебной системе Российской Федерации | 320 0 2 23.10.1996   | 140 18 3 26.12.1996  | 31.12.1996 | Текст |
| 1997 | 1-ФКЗ  | Об Уполномоченном по правам человека в Российской Федерации | 387 0 1 25.12.1996   | 138 17 18 12.02.1997 | 26.02.1997 | Текст |
| 1997 | 2-ФКЗ  | О Правительстве Российской Федерации | 387 0 1 11.04.1997   | 140 14 16 14.05.1997 | 17.12.1997 | Текст |
| 1997 | 3-ФКЗ  | О внесении изменений и дополнений в Федеральный конституционный закон «О Правительстве Российской Федерации» | 404 0 1 25.12.1997   | 136 6 1 25.12.1997   | 31.12.1997 | Текст |
| 1999 | 1-ФКЗ  | О военных судах Российской Федерации | 316 0 1 20.05.1999   | 139 0 2 09.06.1999   | 23.06.1999 | Текст |
| 2000 | 1-ФКЗ  | О Государственном флаге Российской Федерации | 341 20 1 08.12.2000  | 139 1 3 20.12.2000   | 25.12.2000 | Текст |
| 2000 | 2-ФКЗ  | О Государственном гербе Российской Федерации | 342 19 3 08.12.2000  | 139 2 8 20.12.2000   | 25.12.2000 | Текст |
| 2000 | 3-ФКЗ  | О Государственном гимне Российской Федерации | 379 51 2 08.12.2000  | 144 1 2 20.12.2000   | 25.12.2000 | Текст |
| 2001 | 1-ФКЗ  | О внесении изменений и дополнения в Федеральный конституционный закон «О Конституционном Суде Российской Федерации» | 300 108 0 25.01.2001 | 144 1 4 31.01.2001   | 08.02.2001 | Текст |
| 2001 | 2-ФКЗ  | О внесении изменений и дополнения в Федеральный конституционный закон «О Государственном гимне Российской Федерации» | 345 19 1 07.03.2001  | 141 1 0 14.03.2001   | 22.03.2001 | Текст |
| 2001 | 3-ФКЗ  | О чрезвычайном положении | 303 6 26.04.2001     | 154 1 16.05.2001     | 30.05.2001 | Текст |
| 2001 | 4-ФКЗ  | О внесении изменений и дополнений в Федеральный конституционный закон «О Конституционном Суде Российской Федерации» | 399 0 1 28.11.2001   | 149 0 05.12.2001     | 15.12.2001 | Текст |
| 2001 | 5-ФКЗ  | О внесении дополнения и изменений в Федеральный конституционный закон «О судебной системе Российской Федерации» | 394 0 28.11.2001     | 150 0 1 05.12.2001   | 15.12.2001 | Текст |
| 2001 | 6-ФКЗ  | О порядке принятия в Российскую Федерацию и образования в её составе нового субъекта Российской Федерации | 408 1 2 30.11.2001   | 140 4 05.12.2001     | 17.12.2001 | Текст |
| 2002 | 1-ФКЗ  | О военном положении | 364 3 0 27.12.2001   | 152 0 16.01.2002     | 30.01.2002 | Текст |
| 2002 | 2-ФКЗ  | О внесении дополнения в статью 5 Федерального конституционного закона «О Государственном гербе Российской Федерации» | 305 25 0 14.06.2002  | 139 0 26.06.2002     | 09.07.2002 | Текст |
| 2002 | 3-ФКЗ  | О внесении дополнения в статью 4 Федерального конституционного закона «О Государственном флаге Российской Федерации» | 306 12 0 14.06.2002  | 139 0 26.06.2002     | 09.07.2002 | Текст |
| 2002 | 4-ФКЗ  | О внесении изменения и дополнений в Федеральный конституционный закон «О Государственном флаге Российской Федерации» | 306 15 1 14.06.2002  | 138 0 1 26.06.2002   | 09.07.2002 | Текст |
| 2002 | 5-ФКЗ  | О внесении изменения и дополнения в Федеральный конституционный закон «О референдуме Российской Федерации» | 302 130 0 20.09.2002 | 151 11 3 25.09.2002  | 27.09.2002 | Текст |
| 2003 | 1-ФКЗ  | О внесении изменений и дополнения в Федеральный конституционный закон «О Государственном гербе Российской Федерации» | 377 0 18.06.2003     | 143 0 25.06.2003     | 30.06.2003 | Текст |
| 2003 | 2-ФКЗ  | О внесении изменений в федеральные конституционные законы «О Государственном флаге Российской Федерации» и «О чрезвычайном положении» | 370 0 18.06.2003     | 142 0 25.06.2003     | 30.06.2003 | Текст |
| 2003 | 3-ФКЗ  | О внесении изменения и дополнений в Федеральный конституционный закон «О судебной системе Российской Федерации» | 416 0 11.06.2003     | 135 4 5 25.06.2003   | 04.07.2003 | Текст |
| 2003 | 4-ФКЗ  | О внесении изменений и дополнений в Федеральный конституционный закон «Об арбитражных судах в Российской Федерации» | 399 0 11.06.2003     | 140 5 2 25.06.2003   | 04.07.2003 | Текст |
| 2004 | 1-ФКЗ  | Об образовании в составе Российской Федерации нового субъекта Российской Федерации в результате объединения Пермской области и Коми-Пермяцкого автономного округа | 423 0 1 19.03.2004   | 156 0 24.03.2004     | 25.03.2004 | Текст |
| 2004 | 2-ФКЗ  | О внесении изменений в статьи 24 и 331 Федерального конституционного закона «Об арбитражных судах в Российской Федерации» | 431 0 19.03.2004     | 157 0 24.03.2004     | 25.03.2004 | Текст |
| 2004 | 3-ФКЗ  | О внесении изменения в статью 100 Федерального конституционного закона «О Конституционном Суде Российской Федерации» | 412 0 3 21.05.2004   | 146 0 1 26.05.2004   | 07.06.2004 | Текст |
| 2004 | 4-ФКЗ  | О внесении изменений в Федеральный конституционный закон «О Правительстве Российской Федерации» | 371 51 4 04.06.2004  | 156 0 09.06.2004     | 19.06.2004 | Текст |
| 2004 | 5-ФКЗ  | О референдуме Российской Федерации | 344 93 1 11.06.2004  | 136 5 4 23.06.2004   | 28.06.2004 | Текст |
| 2004 | 6-ФКЗ  | О внесении изменения в статью 11 Федерального конституционного закона «О Правительстве Российской Федерации» | 344 69 13 13.10.2004 | 140 0 3 27.10.2004   | 03.11.2004 | Текст |
| 2005 | 1-ФКЗ  | О внесении изменений в Федеральный конституционный закон «О Государственном флаге Российской Федерации» и Федеральный конституционный закон «О чрезвычайном положении» в связи с осуществлением мер по совершенствованию государственного управления в сфере защиты и охраны Государственной границы Российской Федерации                             | 421 0 11.02.2005     | 137 0 25.02.2005     | 07.03.2005 | Текст |
| 2005 | 2-ФКЗ  | О внесении изменений в Федеральный конституционный закон «О Конституционном Суде Российской Федерации» | 363 42 2 16.03.2005  | 154 0 23.03.2005     | 05.04.2005 | Текст |
| 2005 | 3-ФКЗ  | О внесении изменений в Федеральный конституционный закон «О судебной системе Российской Федерации» | 377 45 2 16.03.2005  | 156 0 23.03.2005     | 05.04.2005 | Текст |
| 2005 | 4-ФКЗ  | О внесении изменения в статью 7 Федерального конституционного закона «О Правительстве Российской Федерации» | 417 0 12.05.2005     | 167 0 25.05.2005     | 01.06.2005 | Текст |
| 2005 | 5-ФКЗ  | О внесении изменений в Федеральный конституционный закон «Об образовании в составе Российской Федерации нового субъекта Российской Федерации в результате объединения Пермской области и Коми-Пермяцкого автономного округа» | 378 18 1 17.06.2005  | 156 0 22.06.2005     | 30.06.2005 | Текст |
| 2005 | 6-ФКЗ  | Об образовании в составе Российской Федерации нового субъекта Российской Федерации в результате объединения Красноярского края, Таймырского (Долгано-Ненецкого) автономного округа и Эвенкийского автономного округа | 417 0 22.09.2005     | 156 0 05.10.2005     | 14.10.2005 | Текст |
| 2005 | 7-ФКЗ  | О внесении изменений в статьи 10 и 11 Федерального конституционного закона «О порядке принятия в Российскую Федерацию и образования в её составе нового субъекта Российской Федерации» | 407 0 21.10.2005     | 153 0 26.10.2005     | 31.10.2005 | Текст |
| 2006 | 1-ФКЗ  | О внесении изменений в статью 6 Федерального конституционного закона «Об образовании в составе Российской Федерации нового субъекта Российской Федерации в результате объединения Пермской области и Коми-Пермяцкого автономного округа» | 428 1 2 24.03.2006   | 146 0 07.04.2006     | 12.04.2006 | Текст |
| 2006 | 2-ФКЗ  | Об образовании в составе Российской Федерации нового субъекта Российской Федерации в результате объединения Камчатской области и Корякского автономного округа | 436 0 1 30.06.2006   | 149 0 07.07.2006     | 12.07.2006 | Текст |
| 2006 | 3-ФКЗ  | О внесении изменений в статьи 24 и 331 Федерального конституционного закона «Об арбитражных судах в Российской Федерации» | 435 0 30.06.2006     | 143 0 1 07.07.2006   | 12.07.2006 | Текст |
| 2006 | 4-ФКЗ  | О внесении изменения в статью 32 Федерального конституционного закона «Об Уполномоченном по правам человека в Российской Федерации» | 435 0 22.09.2006     | 140 0 06.10.2006     | 16.10.2006 | Текст |
| 2006 | 5-ФКЗ  | О внесении изменений в Федеральный конституционный закон «О военных судах Российской Федерации» | 407 5 0 15.11.2006   | 146 0 24.11.2006     | 04.12.2006 | Текст |
| 2006 | 6-ФКЗ  | Об образовании в составе Российской Федерации нового субъекта Российской Федерации в результате объединения Иркутской области и Усть-Ордынского Бурятского автономного округа | 410 0 15.12.2006     | 148 0 22.12.2006     | 30.12.2006 | Текст |
| 2006 | 7-ФКЗ  | О внесении изменений в статьи 48 и 52 Федерального конституционного закона «О референдуме Российской Федерации» | 369 0 1 22.12.2006   | 144 1 27.12.2006     | 30.12.2006 | Текст |
| 2007 | 1-ФКЗ  | О внесении изменений в статьи 7 и 9 Федерального конституционного закона «О Правительстве Российской Федерации» | 441 0 19.01.2007     | 143 0 24.01.2007     | 30.01.2007 | Текст |
| 2007 | 2-ФКЗ  | О внесении изменений в Федеральный конституционный закон «О Конституционном Суде Российской Федерации» | 360 59 1 19.01.2007  | 147 2 1 24.01.2007   | 05.02.2007 | Текст |
| 2007 | 3-ФКЗ  | О внесении изменений в статью 11 Федерального конституционного закона «О Правительстве Российской Федерации» | 416 0 07.02.2007     | 142 1 21.02.2007     | 02.03.2007 | Текст |
| 2007 | 4-ФКЗ  | О внесении изменения в статью 9 Федерального конституционного закона «Об образовании в составе Российской Федерации нового субъекта Российской Федерации в результате объединения Иркутской области и Усть-Ордынского Бурятского автономного округа»                                                                                                  | 422 0 18.05.2007     | 138 0 25.05.2007     | 02.06.2007 | Текст |
| 2007 | 5-ФКЗ  | Об образовании в составе Российской Федерации нового субъекта Российской Федерации в результате объединения Читинской области и Агинского Бурятского автономного округа | 429 0 05.07.2007     | 151 0 11.07.2007     | 21.07.2007 | Текст |
| 2007 | 6-ФКЗ  | О внесении изменений в статьи 24 и 331 Федерального конституционного закона «Об арбитражных судах в Российской Федерации» | 375 0 09.11.2007     | 139 0 16.11.2007     | 29.11.2007 | Текст |
| 2008 | 1-ФКЗ  | О внесении изменений в Федеральный конституционный закон «О референдуме Российской Федерации» | 363 8 1 04.04.2008   | 149 1 0 16.04.2008   | 24.04.2008 | Текст |
| 2008 | 2-ФКЗ  | О внесении изменений в статьи 24 и 331 Федерального конституционного закона «Об арбитражных судах в Российской Федерации» | 396 7 1 09.04.2008   | 151 0 16.04.2008     | 28.04.2008 | Текст |
| 2008 | 3-ФКЗ  | О внесении изменения в Федеральный конституционный закон «Об Уполномоченном по правам человека в Российской Федерации» | 426 0 21.05.2008     | 129 0 1 30.05.2008   | 10.06.2008 | Текст |
| 2008 | 4-ФКЗ  | О внесении изменения в Федеральный конституционный закон «О Государственном флаге Российской Федерации» | 372 0 1 15.10.2008   | 134 0 27.10.2008     | 08.11.2008 | Текст |
| 2008 | 5-ФКЗ  | О внесении изменений в статью 10 Федерального конституционного закона «О Правительстве Российской Федерации» | 390 6 1 19.12.2008   | 143 0 22.12.2008     | 25.12.2008 | Текст |
| 2008 | 8-ФКЗ  | О внесении изменений в Федеральный конституционный закон «О Правительстве Российской Федерации» | 441 0 17.12.2008     | 144 0 22.12.2008     | 30.12.2008 | Текст |
| 2009 | 1-ФКЗ  | О внесении изменений в Федеральный конституционный закон «Об арбитражных судах в Российской Федерации» | 379 0 22.04.2009     | 129 0 29.04.2009     | 07.05.2009 | Текст |
| 2009 | 2-ФКЗ  | О внесении изменений в Федеральный конституционный закон «О Конституционном Суде Российской Федерации» | 352 57 0 22.05.2009  | 132 0 27.05.2009     | 02.06.2009 | Текст |
| 2009 | 3-ФКЗ  | О внесении изменений в Федеральный конституционный закон «О военных судах Российской Федерации» | 352 57 0 05.06.2009  | 143 0 17.06.2009     | 29.06.2009 | Текст |
| 2009 | 4-ФКЗ  | О Дисциплинарном судебном присутствии | 447 0 23.10.2009     | 127 0 30.10.2009     | 09.11.2009 | Текст |
| 2009 | 5-ФКЗ  | О внесении изменений в Федеральный конституционный закон «Об арбитражных судах в Российской Федерации» и статьи 4 и 15 Федерального конституционного закона «О судебной системе Российской Федерации» | 448 0 23.10.2009     | 128 0 30.10.2009     | 09.11.2009 | Текст |
| 2009 | 6-ФКЗ  | О внесении изменения в статью 4 Федерального конституционного закона «О Государственном гербе Российской Федерации» | 449 0 21.10.2009     | 127 0 30.10.2009     | 10.11.2009 | Текст |
| 2009 | 7-ФКЗ  | О внесении изменения в статью 27 Федерального конституционного закона «О военных судах Российской Федерации» | 445 0 20.11.2009     | 140 0 1 25.11.2009   | 28.11.2009 | Текст |
| 2009 | 8-ФКЗ  | О внесении изменений в Федеральный конституционный закон «О военных судах Российской Федерации» | 374 1 0 23.12.2009   | 134 0 25.12.2009     | 27.12.2009 | Текст |
| 2009 | 9-ФКЗ  | О внесении изменения в статью 32 Федерального конституционного закона «О судебной системе Российской Федерации» | 351 57 0 23.12.2009  | 136 0 25.12.2009     | 27.12.2009 | Текст |
| 2010 | 1-ФКЗ  | О внесении изменений в статьи 6 и 11 Федерального конституционного закона «О Правительстве Российской Федерации» | 449 0 22.01.2010     | 142 0 27.01.2010     | 29.01.2010 | Текст |
| 2010 | 2-ФКЗ  | О внесении изменения в статью 12 Федерального конституционного закона «Об арбитражных судах в Российской Федерации» | 408 0 12.03.2010     | 132 0 17.03.2010     | 29.03.2010 | Текст |
| 2010 | 3-ФКЗ  | О внесении изменений в статьи 24 и 26 Федерального конституционного закона «Об арбитражных судах в Российской Федерации» и Федеральный конституционный закон «О военных судах Российской Федерации» | 448 0 21.04.2010     | 133 0 28.04.2010     | 30.04.2010 | Текст |
| 2010 | 4-ФКЗ  | О внесении изменения в статью 36 Федерального конституционного закона «О Правительстве Российской Федерации» | 315 87 0 07.07.2010  | 147 0 14.07.2010     | 22.07.2010 | Текст |
| 2010 | 5-ФКЗ  | О внесении изменений в статью 3 Федерального конституционного закона «О Государственном флаге Российской Федерации» | 433 0 09.07.2010     | 147 0 14.07.2010     | 23.07.2010 | Текст |
| 2010 | 6-ФКЗ  | О внесении изменения в статью 18 Федерального конституционного закона «О военном положении» | 352 48 0 22.10.2010  | 142 0 27.10.2010     | 03.11.2010 | Текст |
| 2010 | 7-ФКЗ  | О внесении изменений в Федеральный конституционный закон «О Конституционном Суде Российской Федерации» | 382 53 0 22.10.2010  | 142 0 27.10.2010     | 03.11.2010 | Текст |
| 2010 | 8-ФКЗ  | О внесении изменений в отдельные федеральные конституционные законы в связи с совершенствованием деятельности органов предварительного следствия | 388 57 0 22.12.2010  | 139 0 24.12.2010     | 28.12.2010 | Текст |
| 2011 | 1-ФКЗ  | О судах общей юрисдикции в Российской Федерации | 439 0 28.01.2011     | 137 0 02.02.2011     | 07.02.2011 | Текст |
| 2011 | 2-ФКЗ  | О внесении изменений в Федеральный конституционный закон «О военных судах Российской Федерации» | 345 0 28.01.2011     | 133 0 1 02.02.2011   | 07.02.2011 | Текст |
| 2011 | 3-ФКЗ  | О внесении изменений в статью 42 Федерального конституционного закона «О судах общей юрисдикции в Российской Федерации» | 442 0 20.05.2011     | 141 0 25.05.2011     | 01.06.2011 | Текст |
| 2011 | 4-ФКЗ  | О внесении изменений в Федеральный конституционный закон «О судебной системе Российской Федерации» и Федеральный конституционный закон «Об арбитражных судах в Российской Федерации» в связи с созданием в системе арбитражных судов Суда по интеллектуальным правам                                                                                  | 332 0 23.11.2011     | 132 0 3 29.11.2011   | 06.12.2011 | Текст |
| 2012 | 1-ФКЗ  | О внесении изменений в статьи 13 и 14 Федерального конституционного закона «О судебной системе Российской Федерации» и статьи 21 и 22 Федерального конституционного закона «О судах общей юрисдикции в Российской Федерации» | 349 87 0 05.06.2012  | 133 0 1 06.06.2012   | 08.06.2012 | Текст |
| 2012 | 2-ФКЗ  | О внесении изменения в статью 26 Федерального конституционного закона «О судах общей юрисдикции в Российской Федерации» | 444 0 19.06.2012     | 152 0 27.06.2012     | 10.07.2012 | Текст |
| 2012 | 3-ФКЗ  | О внесении изменений в статью 19 Федерального конституционного закона «О военных судах Российской Федерации» и статью 29 Федерального конституционного закона «О судах общей юрисдикции в Российской Федерации» | 350 92 0 16.11.2012  | 144 0 21.11.2012     | 01.12.2012 | Текст |
| 2012 | 4-ФКЗ  | О внесении изменений в статью 10 Федерального конституционного закона «О Правительстве Российской Федерации» | 449 0 23.11.2012     | 142 0 28.11.2012     | 03.12.2012 | Текст |
| 2012 | 5-ФКЗ  | О внесении изменений в отдельные законодательные акты Российской Федерации в части совершенствования системы оплаты труда судей Российской Федерации | 349 0 14.12.2012     | 137 0 1 19.12.2012   | 25.12.2012 | Текст |
| 2013 | 1-ФКЗ  | О внесении изменения в статью 80 Федерального конституционного закона «О Конституционном Суде Российской Федерации» | 441 0 1 22.03.2013   | 137 0 27.03.2013     | 05.04.2013 | Текст |
| 2013 | 2-ФКЗ  | О внесении изменений в Федеральный конституционный закон «О Правительстве Российской Федерации» | 431 0 23.04.2013     | 145 0 27.04.2013     | 07.05.2013 | Текст |
| 2013 | 3-ФКЗ  | О внесении изменения в статью 11 Федерального конституционного закона «О Правительстве Российской Федерации» | 441 0 24.04.2013     | 144 0 27.04.2013     | 07.05.2013 | Текст |
| 2013 | 4-ФКЗ  | О внесении изменений в Федеральный конституционный закон «О Государственном гербе Российской Федерации» | 352 0 05.07.2013     | 133 0 10.07.2013     | 23.07.2013 | Текст |
| 2013 | 5-ФКЗ  | О внесении изменений в статьи 4 и 6 Федерального конституционного закона «О Государственном флаге Российской Федерации» и статью 3 Федерального конституционного закона «О Государственном гимне Российской Федерации» | 442 1 0 13.12.2013   | 18.12.2013           | 21.12.2013 | Текст |
| 2014 | 1-ФКЗ  | О внесении изменений в Федеральный конституционный закон «О судебной системе Российской Федерации» и признании утратившей силу статьи 41 Федерального конституционного закона «О военных судах Российской Федерации» | 351 3 0 24.01.2014   | 145 0 29.01.2014     | 03.02.2014 | Текст |
| 2014 | 3-ФКЗ  | О Верховном Суде Российской Федерации | 350 7 0 24.01.2014   | 145 0 29.01.2014     | 05.02.2014 | Текст |
| 2014 | 4-ФКЗ  | О внесении изменений в Федеральный конституционный закон «О судебной системе Российской Федерации» | 350 3 0 24.01.2014   | 142 0 29.01.2014     | 05.02.2014 | Текст |
| 2014 | 5-ФКЗ  | О внесении изменений в отдельные федеральные конституционные законы в связи с принятием Закона Российской Федерации о поправке к Конституции Российской Федерации «О Верховном Суде Российской Федерации и прокуратуре Российской Федерации» и признании утратившим силу Федерального конституционного закона «О Дисциплинарном судебном присутствии» | 351 0 28.02.2014     | 140 0 1 05.04.2014   | 12.03.2014 | Текст |
| 2014 | 6-ФКЗ  | О принятии в Российскую Федерацию Республики Крым и образовании в составе Российской Федерации новых субъектов — Республики Крым и города федерального значения Севастополя | 445 1 0 20.03.2014   | 155 0 21.03.2014     | 21.03.2014 | Текст |
| 2014 | 7-ФКЗ  | О внесении изменений в Федеральный конституционный закон «О принятии в Российскую Федерацию Республики Крым и образовании в составе Российской Федерации новых субъектов — Республики Крым и города федерального значения Севастополя» | 446 0 16.05.2014     | 21.05.2014           | 27.05.2014 | Текст |
| 2014 | 8-ФКЗ  | О внесении изменений в Федеральный конституционный закон «Об арбитражных судах в Российской Федерации» и статью 2 Федерального конституционного закона «О Верховном Суде Российской Федерации» | 354 3 1 23.05.2014   | 28.05.2014           | 04.06.2014 | Текст |
| 2014 | 9-ФКЗ  | О внесении изменений в Федеральный конституционный закон «О Конституционном Суде Российской Федерации» | 348 23 1 23.05.2014  | 28.05.2014           | 04.06.2014 | Текст |
| 2014 | 10-ФКЗ | О создании Двадцать первого арбитражного апелляционного суда и о внесении изменений в Федеральный конституционный закон «Об арбитражных судах в Российской Федерации» | 442 0 11.06.2014     | 18.06.2014           | 23.06.2014 | Текст |
| 2014 | 12-ФКЗ | О внесении изменений в Федеральный конституционный закон «О принятии в Российскую Федерацию Республики Крым и образовании в составе Российской Федерации новых субъектов — Республики Крым и города федерального значения Севастополя» | 446 0 01.07.2014     | 09.07.2014           | 21.07.2014 | Текст |
| 2014 | 13-ФКЗ | О внесении изменения в статью 6 Федерального конституционного закона «О судах общей юрисдикции в Российской Федерации» | 443 0 01.07.2014     | 09.07.2014           | 21.07.2014 | Текст |
| 2014 | 14-ФКЗ | О внесении изменения в статью 5 Федерального конституционного закона «О Верховном Суде Российской Федерации» | 01.07.2014           | 09.07.2014           | 21.07.2014 | Текст |
| 2014 | 15-ФКЗ | О внесении изменений в статью 121 Федерального конституционного закона «О принятии в Российскую Федерацию Республики Крым и образовании в составе Российской Федерации новых субъектов — Республики Крым и города федерального значения Севастополя»                                                                                                  | 444 0 22.07.2014     | 29.07.2014           | 04.11.2014 | Текст |
| 2014 | 16-ФКЗ | О внесении изменений в статью 9 Федерального конституционного закона «О военных судах Российской Федерации» и статьи 2 и 24 Федерального конституционного закона «О Верховном Суде Российской Федерации» | 444 0 22.10.2014     | 29.10.2014           | 04.11.2014 | Текст |
| 2014 | 17-ФКЗ | О внесении изменений в статью 19 Федерального конституционного закона «О референдуме Российской Федерации» | 445 0 12.12.2014     | 17.12.2014           | 22.12.2014 | Текст |
| 2014 | 18-ФКЗ | О внесении изменений в статью 24 и 33 Федерального конституционного закона «Об арбитражных судах в Российской Федерации» | 447 0 12.12.2014     | 17.12.2014           | 22.12.2014 | Текст |
| 2014 | 19-ФКЗ | О внесении изменений в статьи 4 и 12 Федерального конституционного закона «О принятии в Российскую Федерацию Республики Крым и образовании в составе Российской Федерации новых субъектов — Республики Крым и города федерального значения Севастополя»                                                                                               | 445 0 19.12.2014     | 25.12.2014           | 29.12.2014 | Текст |
| 2014 | 20-ФКЗ | О внесении изменений в Федеральный конституционный закон «О принятии в Российскую Федерацию Республики Крым и образовании в составе Российской Федерации новых субъектов — Республики Крым и города федерального значения Севастополя» | 443 0 19.12.2014     | 25.12.2014           | 29.12.2014 | Текст |
| 2014 | 21-ФКЗ | О внесении изменения в статью 9 Федерального конституционного закона «О принятии в Российскую Федерацию Республики Крым и образовании в составе Российской Федерации новых субъектов — Республики Крым и города федерального значения Севастополя» | 446 0 19.12.2014     | 25.12.2014           | 31.12.2014 | Текст |
| 2015 | 1-ФКЗ  | О внесении изменений в Федеральный конституционный закон «Об Уполномоченном по правам человека в Российской Федерации» и Федеральный конституционный закон «О военных судах Российской Федерации» в связи с введением в действие Кодекса административного судопроизводства Российской Федерации                                                      | 355 0 20.02.2015     | 25.02.2015           | 08.03.2015 | Текст |
| 2015 | 2-ФКЗ  | О внесении изменения в статью 47 Федерального конституционного закона «О референдуме Российской Федерации» | 447 0 27.03.2015     | 01.04.2015           | 06.04.2015 | Текст |
| 2015 | 3-ФКЗ  | О внесении изменений в Федеральный конституционный закон «Об Уполномоченном по правам человека в Российской Федерации» | 445 0 27.03.2015     | 01.04.2015           | 06.04.2015 | Текст |
| 2015 | 4-ФКЗ  | О внесении изменений в Федеральный конституционный закон «О Правительстве Российской Федерации» | 445 0 15.05.2015     | 20.05.2015           | 23.05.2015 | Текст |
| 2015 | 5-ФКЗ  | О внесении изменений в Федеральный конституционный закон «О Конституционном Суде Российской Федерации» | 425 0 19.05.2015     | 03.06.2015           | 08.06.2015 | Текст |
| 2015 | 6-ФКЗ  | О внесении изменений в статьи 12 и 26 Федерального конституционного закона «О Правительстве Российской Федерации» | 434 0 04.12.2015     | 09.12.2015           | 14.12.2015 | Текст |
| 2015 | 7-ФКЗ  | О внесении изменений в Федеральный конституционный закон «О Конституционном Суде Российской Федерации» | 436 3 0 04.12.2015   | 09.12.2015           | 14.12.2015 | Текст |
| 2015 | 8-ФКЗ  | О внесении изменений в статьи 9 и 13 Федерального конституционного закона «О принятии в Российскую Федерацию Республики Крым и образовании в составе Российской Федерации новых субъектов — Республики Крым и города федерального значения Севастополя»                                                                                               | 437 0 22.12.2015     | 25.12.2015           | 29.12.2015 | Текст |
| 2016 | 1-ФКЗ  | О внесении изменений в статьи 18 и 29 Федерального конституционного закона «Об Уполномоченном по правам человека в Российской Федерации» | 444 0 22.01.2016     | 27.01.2016           | 31.01.2016 | Текст |
| 2016 | 2-ФКЗ  | О внесении изменений в статью 434 Федерального конституционного закона «Об арбитражных судах в Российской Федерации» и статью 2 Федерального конституционного закона «О Верховном Суде Российской Федерации» | 443 0 1 26.01.2016   | 10.02.2016           | 15.02.2016 | Текст |
| 2016 | 3-ФКЗ  | О внесении изменения в статью 31 Федерального конституционного закона «О военных судах Российской Федерации» | 381 0 1 13.05.2016   | 18.05.2016           | 23.05.2016 | Текст |
| 2016 | 4-ФКЗ  | О внесении изменений в статью 23 Федерального конституционного закона «О военных судах Российской Федерации» | 301 0 07.06.2016     | 15.06.2016           | 23.06.2016 | Текст |
| 2016 | 5-ФКЗ  | О внесении изменения в статью 121 Федерального конституционного закона «О принятии в Российскую Федерацию Республики Крым и образовании в составе Российской Федерации новых субъектов — Республики Крым и города федерального значения Севастополя»                                                                                                  | 438 0 10.06.2016     | 15.06.2016           | 23.06.2016 | Текст |
| 2016 | 6-ФКЗ  | О внесении изменений в статью 32 Федерального конституционного закона «О Правительстве Российской Федерации» и Федеральный конституционный закон «О чрезвычайном положении» | 339 0 22.06.2016     | 29.06.2016           | 03.07.2016 | Текст |
| 2016 | 7-ФКЗ  | О внесении изменений в статьи 37 и 39 Федерального конституционного закона «О военных судах Российской Федерации» | 426 0 22.06.2016     | 29.06.2016           | 03.07.2016 | Текст |
| 2016 | 8-ФКЗ  | О внесении изменений в статьи 27 и 28 Федерального конституционного закона «О Правительстве Российской Федерации» | 324 0 17.06.2016     | 29.06.2016           | 03.07.2016 | Текст |
| 2016 | 9-ФКЗ  | О внесении изменения в статью 13 Федерального конституционного закона «О принятии в Российскую Федерацию Республики Крым и образовании в составе Российской Федерации новых субъектов — Республики Крым и города федерального значения Севастополя»                                                                                                   | 413 0 30.11.2016     | 14.12.2016           | 19.12.2016 | Текст |
| 2016 | 10-ФКЗ | О внесении изменений в статью 121 Федерального конституционного закона «О принятии в Российскую Федерацию Республики Крым и образовании в составе Российской Федерации новых субъектов — Республики Крым и города федерального значения Севастополя»                                                                                                  | 412 0 21.12.2016     | 23.12.2016           | 28.12.2016 | Текст |
| 2016 | 11-ФКЗ | О внесении изменений в Федеральный конституционный закон «О Конституционном Суде Российской Федерации» | 416 2 0 16.12.2016   | 23.12.2016           | 28.12.2016 | Текст |
| 2016 | 12-ФКЗ | О внесении изменения в статью 11 Федерального конституционного закона «О Правительстве Российской Федерации» | 425 0 14.12.2016     | 23.12.2016           | 28.12.2016 | Текст |
| 2017 | 1-ФКЗ  | О внесении изменения в статью 30 Федерального конституционного закона «О референдуме Российской Федерации» | 411 0 07.06.2017     | 14.07.2017           | 18.06.2017 | Текст |
| 2017 | 2-ФКЗ  | О внесении изменения в Федеральный конституционный закон «О военном положении» | 410 0 1 23.06.2017   | 28.06.2017           | 01.07.2017 | Текст |
| 2017 | 3-ФКЗ  | О внесении изменения в статью 122 Федерального конституционного закона «О принятии в Российскую Федерацию Республики Крым и образовании в составе Российской Федерации новых субъектов — Республики Крым и города федерального значения Севастополя»                                                                                                  | 418 0 21.07.2017     | 25.07.2017           | 29.07.2017 | Текст |
| 2017 | 4-ФКЗ  | О внесении изменений в статью 7 Федерального конституционного закона «О Государственном гербе Российской Федерации» | 373 0 13.12.2017     | 15.12.2017           | 20.12.2017 | Текст |
| 2017 | 5-ФКЗ  | О внесении изменений в Федеральный конституционный закон «О принятии в Российскую Федерацию Республики Крым и образовании в составе Российской Федерации новых субъектов — Республики Крым и города федерального значения Севастополя» | 420 1 0 22.12.2017   | 26.12.2017           | 28.12.2017 | Текст |
| 2018 | 1-ФКЗ  | О внесении изменений в Федеральный конституционный закон «О судебной системе Российской Федерации» и отдельные федеральные конституционные законы в связи с созданием кассационных судов общей юрисдикции и апелляционных судов общей юрисдикции | 370 0 17.07.2018     | 24.07.2018           | 29.07.2018 | Текст |
| 2018 | 2-ФКЗ  | О внесении изменений в отдельные федеральные конституционные законы | 365 0 18.10.2018     | 24.10.2018           | 30.10.2018 | Текст |
| 2018 | 3-ФКЗ  | О внесении изменений в статью 121 Федерального конституционного закона «О принятии в Российскую Федерацию Республики Крым и образовании в составе Российской Федерации новых субъектов — Республики Крым и города федерального значения Севастополя»                                                                                                  | 417 0 18.12.2018     | 21.12.2018           | 25.12.2018 | Текст |
| 2019 | 1-ФКЗ  | О внесении изменения в статью 42 Федерального конституционного закона «О судах общей юрисдикции в Российской Федерации» | 419 0 19.02.2019     | 27.02.2019           | 06.03.2019 | Текст |
| 2019 | 2-ФКЗ  | О внесении изменений в Федеральный конституционный закон «Об арбитражных судах в Российской Федерации» | 380 0 26.06.2019     | 10.07.2019           | 18.07.2019 | Текст |
| 2019 | 3-ФКЗ  | О внесении изменения в статью 5 Федерального конституционного закона «О Верховном Суде Российской Федерации» в связи с совершенствованием примирительных процедур | 367 0 17.07.2019     | 23.07.2019           | 26.07.2019 | Текст |
| 2019 | 4-ФКЗ  | О внесении изменений в статью 19 Федерального конституционного закона «О военных судах Российской Федерации» и статью 12 Федерального конституционного закона «О Верховном Суде Российской Федерации» | 413 0 23.07.2019     | 26.07.2019           | 02.08.2019 | Текст |
| 2019 | 5-ФКЗ  | О внесении изменений в статью 122 Федерального конституционного закона «О принятии в Российскую Федерацию Республики Крым и образовании в составе Российской Федерации новых субъектов — Республики Крым и города федерального значения Севастополя»                                                                                                  | 384 0 10.12.2019     | 11.12.2019           | 16.12.2019 | Текст |
| 2019 | 6-ФКЗ  | О внесении изменения в статью 121 Федерального конституционного закона «О принятии в Российскую Федерацию Республики Крым и образовании в составе Российской Федерации новых субъектов — Республики Крым и города федерального значения Севастополя»                                                                                                  | 414 0 18.12.2019     | 23.12.2019           | 27.12.2019 | Текст |
| 2019 | 7-ФКЗ  | О внесении изменений в отдельные федеральные конституционные законы | 416 0 18.12.2019     | 23.12.2019           | 27.12.2019 | Текст |
| 2020 | 2-ФКЗ  | О внесении изменения в статью 121 Федерального конституционного закона «О принятии в Российскую Федерацию Республики Крым и образовании в составе Российской Федерации новых субъектов — Республики Крым и города федерального значения Севастополя»                                                                                                  | 312 0 01.04.2020     | 02.04.2020           | 04.04.2020 | Текст |
| 2020 | 3-ФКЗ  | О внесении изменения в статью 121 Федерального конституционного закона «О принятии в Российскую Федерацию Республики Крым и образовании в составе Российской Федерации новых субъектов — Республики Крым и города федерального значения Севастополя»                                                                                                  | 386 0 21.07.2020     | 24.07.2020           | 31.07.2020 | Текст |
| 2020 | 4-ФКЗ  | О Правительстве Российской Федерации | 352 0 1 27.10.2020   | 03.11.2020           | 06.11.2020 | Текст |
| 2020 | 5-ФКЗ  | О внесении изменений в Федеральный конституционный закон «О Конституционном Суде Российской Федерации» | 357 37 1 27.10.2020  | 03.11.2020           | 09.11.2020 | Текст |
| 2020 | 6-ФКЗ  | О внесении изменений в статьи 6 и 11 Федерального конституционного закона «Об Уполномоченном по правам человека в Российской Федерации» | 395 0 28.10.2020     | 03.11.2020           | 09.11.2020 | Текст |
| 2020 | 7-ФКЗ  | О внесении изменений в отдельные федеральные конституционные законы | 362 2 4 18.11.2020   | 02.12.2020           | 08.12.2020 | Текст |
| 2020 | 8-ФКЗ  | О внесении изменения в статью 122 Федерального конституционного закона «О принятии в Российскую Федерацию Республики Крым и образовании в составе Российской Федерации новых субъектов — Республики Крым и города федерального значения Севастополя»                                                                                                  | 399 0 23.12.2020     | 25.12.2020           | 29.12.2020 | Текст |
| 2020 | 9-ФКЗ  | О внесении изменения в статью 121 Федерального конституционного закона «О принятии в Российскую Федерацию Республики Крым и образовании в составе Российской Федерации новых субъектов — Республики Крым и города федерального значения Севастополя»                                                                                                  | 367 0 1 22.12.2020   | 25.12.2020           | 30.12.2020 | Текст |
| 2021 | 1-ФКЗ  | О внесении изменений в статью 4 Федерального конституционного закона «О принятии в Российскую Федерацию Республики Крым и образовании в составе Российской Федерации новых субъектов — Республики Крым и города федерального значения Севастополя» | 403 0 26.05.2021     | 153 0 02.06.2021     | 11.06.2021 | Текст |
| 2021 | 2-ФКЗ  | О внесении изменений в Федеральный конституционный закон «О Конституционном Суде Российской Федерации» | 395 0 16.06.2021     | 149 0 23.06.2021     | 01.07.2021 | Текст |
| 2021 | 3-ФКЗ  | О внесении изменения в статью 121 Федерального конституционного закона «О принятии в Российскую Федерацию Республики Крым и образовании в составе Российской Федерации новых субъектов — Республики Крым и города федерального значения Севастополя»                                                                                                  | 388 0 16.06.2021     | 146 0 23.06.2021     | 01.07.2021 | Текст |
| 2021 | 4-ФКЗ  | О внесении изменений в отдельные федеральные конституционные законы | 375 0 12 16.12.2021  | 154 0 24.12.2021     | 30.12.2021 | Текст |
| 2022 | 1-ФКЗ  | О внесении изменений в отдельные федеральные конституционные законы | 421 0 06.04.2022     | 159 0 1 13.04.2022   | 16.04.2022 | Текст |
| 2022 | 2-ФКЗ  | О внесении изменения в статью 121 Федерального конституционного закона «О принятии в Российскую Федерацию Республики Крым и образовании в составе Российской Федерации новых субъектов — Республики Крым и города федерального значения Севастополя»                                                                                                  | 421 0 20.04.2022     | 156 0 26.04.2022     | 01.05.2022 | Текст |
| 2022 | 3-ФКЗ  | О внесении изменений в статью 2 Федерального конституционного закона «О Верховном Суде Российской Федерации» и статью 11 Федерального конституционного закона «О принятии в Российскую Федерацию Республики Крым и образовании в составе Российской Федерации новых субъектов — Республики Крым и города федерального значения Севастополя»           | 394 0 23 05.07.2022  | 159 0 1 08.07.2022   | 14.07.2022 | Текст |
| 2022 | 4-ФКЗ  | О внесении изменений в статью 121 Федерального конституционного закона «О принятии в Российскую Федерацию Республики Крым и образовании в составе Российской Федерации новых субъектов — Республики Крым и города федерального значения Севастополя»                                                                                                  | 421 0 28.06.2022     | 156 0 08.07.2022     | 14.07.2022 | Текст |
| 2022 | 5-ФКЗ  | О принятии в Российскую Федерацию Донецкой Народной Республики и образовании в составе Российской Федерации нового субъекта — Донецкой Народной Республики | 413 0 03.10.2022     | 154 0 04.10.2022     | 05.10.2022 | Текст |
| 2022 | 6-ФКЗ  | О принятии в Российскую Федерацию Луганской Народной Республики и образовании в составе Российской Федерации нового субъекта — Луганской Народной Республики | 413 0 03.10.2022     | 152 0 04.10.2022     | 05.10.2022 | Текст |
| 2022 | 7-ФКЗ  | О принятии в Российскую Федерацию Запорожской области и образовании в составе Российской Федерации нового субъекта — Запорожской области | 410 0 03.10.2022     | 153 0 04.10.2022     | 05.10.2022 | Текст |
| 2022 | 8-ФКЗ  | О принятии в Российскую Федерацию Херсонской области и образовании в составе Российской Федерации нового субъекта — Херсонской области | 411 0 03.10.2022     | 154 0 04.10.2022     | 05.10.2022 | Текст |
| 2022 | 9-ФКЗ  | О внесении изменений в отдельные федеральные конституционные законы | 392 0 13.12.2022     | 143 0 14.12.2022     | 19.12.2022 | Текст |
| 2023 | 1-ФКЗ  | О внесении изменений в отдельные федеральные конституционные законы | 404 0 18.04.2023     | 157 0 26.04.2023     | 28.04.2023 | Текст |
| 2023 | 2-ФКЗ  | О внесении изменений в отдельные федеральные конституционные законы | 310 0 18 18.05.2023  | 156 2 24.05.2023     | 29.05.2023 | Текст |
| 2023 | 3-ФКЗ  | О внесении изменений в статью 3 Федерального конституционного закона «О Государственном флаге Российской Федерации» и статьи 3 и 7 Федерального конституционного закона «О Государственном гимне Российской Федерации» | 392 0 01.06.2023     | 153 0 07.06.2023     | 13.06.2023 | Текст |
| 2023 | 4-ФКЗ  | О внесении изменения в статью 122 Федерального конституционного закона «О принятии в Российскую Федерацию Республики Крым и образовании в составе Российской Федерации новых субъектов — Республики Крым и города федерального значения Севастополя»                                                                                                  | 387 0 1 29.06.2023   | 164 0 05.07.2023     | 10.07.2023 | Текст |
| 2023 | 5-ФКЗ  | О внесении изменений в отдельные федеральные конституционные законы | 388 0 8 29.06.2023   | 162 0 05.07.2023     | 10.07.2023 | Текст |
| 2023 | 6-ФКЗ  | О внесении изменения в статью 18 Федерального конституционного закона «О Конституционном Суде Российской Федерации» | 405 0 25.07.2023     | 163 0 28.07.2023     | 31.07.2023 | Текст |
| 2023 | 7-ФКЗ  | О внесении изменений в статьи 24 и 331 Федерального конституционного закона «Об арбитражных судах в Российской Федерации» и статьи 231 и 239 Федерального конституционного закона «О судах общей юрисдикции в Российской Федерации» | 389 0 20.07.2023     | 160 0 28.07.2023     | 31.07.2023 | Текст |
| 2023 | 8-ФКЗ  | О внесении изменений в статью 37 Федерального конституционного закона «О чрезвычайном положении» и статьи 7 и 22 Федерального конституционного закона «О военном положении» | 383 0 12.10.2023     | 164 0 25.10.2023     | 02.11.2023 | Текст |
| 2023 | 9-ФКЗ  | О внесении изменений в отдельные федеральные конституционные законы | 407 0 13.12.2023     | 136 0 22.12.2023     | 25.12.2023 | Текст |
| 2024 | 1-ФКЗ  | О внесении изменения в статью 4 Федерального конституционного закона «О Государственном флаге Российской Федерации» | 413 0 19.03.2024     | 165 0 20.03.2024     | 23.03.2024 | Текст |
| 2024 | 2-ФКЗ  | О внесении изменений в статью 12-1 Федерального конституционного закона «О принятии в Российскую Федерацию Республики Крым и образовании в составе Российской Федерации новых субъектов - Республики Крым и города федерального значения Севастополя»                                                                                                 | 400 0 1 22.10.2024   | 165 0 23.10.2024     | 29.10.2024 | Текст |
| 2024 | 3-ФКЗ  | О внесении изменения в статью 12-1 Федерального конституционного закона «О принятии в Российскую Федерацию Республики Крым и образовании в составе Российской Федерации новых субъектов - Республики Крым и города федерального значения Севастополя»                                                                                                 | 421 0 26.10.2024     | 159 0 27.10.2024     | 30.11.2024 | Текст |
| 2024 | 4-ФКЗ  | О внесении изменений в Федеральный конституционный закон «О военном положении» | 391 1 0 27.11.2024   | 160 0 11.12.2024     | 13.12.2024 | Текст |
| 2024 | 5-ФКЗ  | О внесении изменений в отдельные федеральные конституционные законы |                      |                      | 26.12.2024 | Текст |
| 2024 | 6-ФКЗ  | О внесении изменений в статью 7 Федерального конституционного закона «О военных судах Российской Федерации» |                      |                      | 28.12.2024 | Текст |